# 敘斯泰弗萊塞內群島
69°17′S 39°25′E / 69.283°S 39.417°E
敘斯泰弗萊塞內群島，是南極洲的群島，位於毛德皇后地的哈拉爾王子海岸，處於漢內納本角以西8公里的呂佐夫-霍爾姆灣東部，根據挪威探險隊拍攝的空中照片繪入地圖，現時由南極條約體系管理。